# Robigalia
De Robigalia was een feest ter ere van Robigus dat op 25 april in Rome gevierd werd. Onder leiding van de flamen Quirinalis werd een processie door Rome gehouden en offerde men een schaap en een teef. Het ging bij dit laatste waarschijnlijk om homeopathische magie, die in verbandstond met het ondergaan van de Siriusster of ook wel Hondster genoemd. Men meende waarschijnlijk dat de graanroest (robigo) die Robigus over het graan kon brengen tezamen met de Hondster (vandaar het offeren van een teef) verdween. De flamen Quirinalis vroeg Robigus zich niet op het graan te storten, maar op de zwaarden en verderfelijke wapens.
Het is opmerkelijk dat het feest van de Heilige Marcus (ca. 598 vastgelegd) - dat ook op 25 april valt - eenzelfde processiegang met grote litanie (litaniae maiores) kende te Rome (met dit verschil dat het eindigde in de Sint-Pietersbasiliek), waarbij men bad voor een goede en behouden graanoogst. In 1978 werd de processie niet langer verplicht in het Romeins missaal en is stilaan aan het uitsterven.

## Voetnoten
1. ↑  Het feit dat de flamen Quirinalis de processie leidt, wijst erop dat het een zeer oud feest moet zijn, dat duidelijk verbonden is met het graan (Quirinus).
2. ↑  Het offeren van een hond gebeurt maar heel zelden (zie Lupercalia), maar staat waarschijnlijk in verband met de Hondster.